# Градище (възвишение)
Вижте пояснителната страница за други значения на Градище.
Градище е изолирано възвишение в североизточната част на Източните Родопи, в Хасковската хълмиста област, на територията на Област Хасково.
Разположено е между каньоновидната долина на Бисерска река (десен приток на Марица) на север и запад, която го отделя от рида Хухла, а на юг широката долина на Лозенска река (десен приток на Марица) го отделя от рида Гората. На изток склоновете му се спускат полегато към долината на Марица, западно от град Любимец.
Възвишението представлява силно разрушен от денудацията купол на олигоценски вулкан с размери 10 на 7 км. Издига се на 300 – 350 м над околната обширна плиоценска акумулативна повърхнина. Най-високата му точка е едноименният връх Градище (367,6 м), разположен на около 2 км североизточно от село Черна могила. Изградено е от риолити, латити и туфити. Има тънка почвена покривка и е обрасло с широколистни гори.
В подножията на възвишението са разположени 5 села: Белица (на изток), Бисер (на североизток), Лешниково (на северозапад), Лозен (на югоизток) и Черна могила (на югозапад).

## Топографска карта
- Лист от карта K-35-76. Мащаб: 1 : 100 000.
- Лист от карта K-35-77. Мащаб: 1 : 100 000.